# 1046
سنة 1046 كانت سنة بسيطة تبدأ يوم الأربعاء (الرابط يظهر نموذج التقويم الكامل للسنة) من التقويم اليولياني.

## مواليد
- مسعود سعد سلمان.
- كونستانس من بورغندي.
- ليو من أوستيا.
- ماتيلدي.

## وفيات
- جونغجونغ الثاني ملك غوريو
- وليام الذراع الحديدية